# Ketmia lipowata

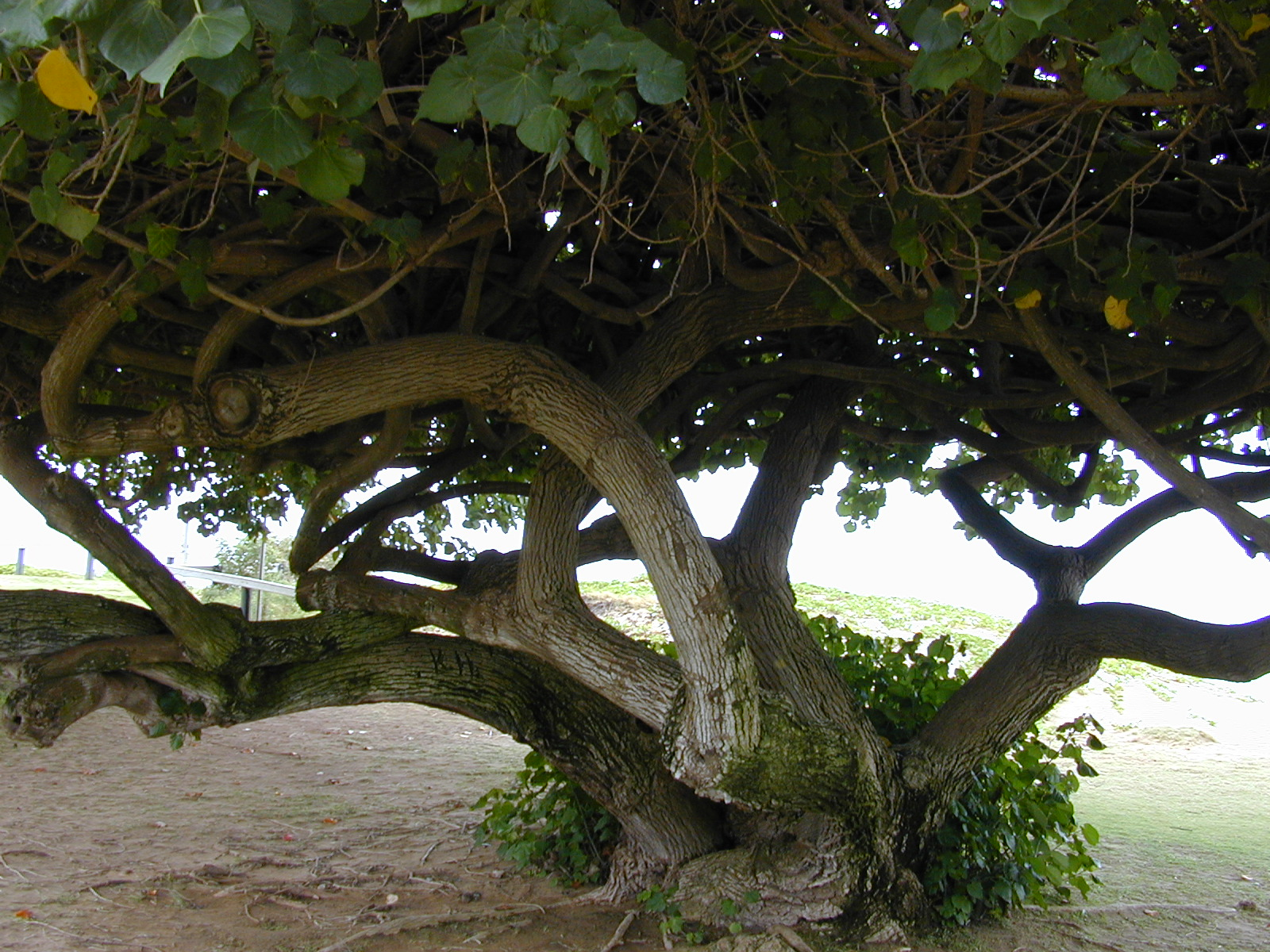
Ogólny pokrój

Ketmia lipowata (Talipariti tiliaceum (L.) Fryxell) – gatunek krzewu z rodziny ślazowatych. Występuje na wybrzeżach tropikalnych całego świata dzięki nasionom zdolnym do pływania, stąd zwyczajowe nazwy typu beach hibiscus, sea hibiscus.

## Morfologia
PokrójKrzew z wygiętymi, pokładającymi się na ziemi gałęziami. Niekiedy drzewo osiągające do 10 m wysokości.
LiścieNaprzemianległe, okrągławe, o długości do 20 cm. Nasada sercowata.
KwiatyŻółte lub pomarańczowe, do 12 cm średnicy. W środku ciemnopurpurowe. Kwiaty żyją tylko jeden dzień, w ciągu dnia ciemnieją.
OwoceJajowate, owłosione, ostro zakończone torebki o długości ok. 3 cm, zielone. W środku nasiona do 5 mm.

## Zastosowanie
- Z włókien kory robi się liny, siatki, spódniczki z łyka.
- W krajach o tropikalnym klimacie jest uprawiany jako drzewo ozdobne[5].

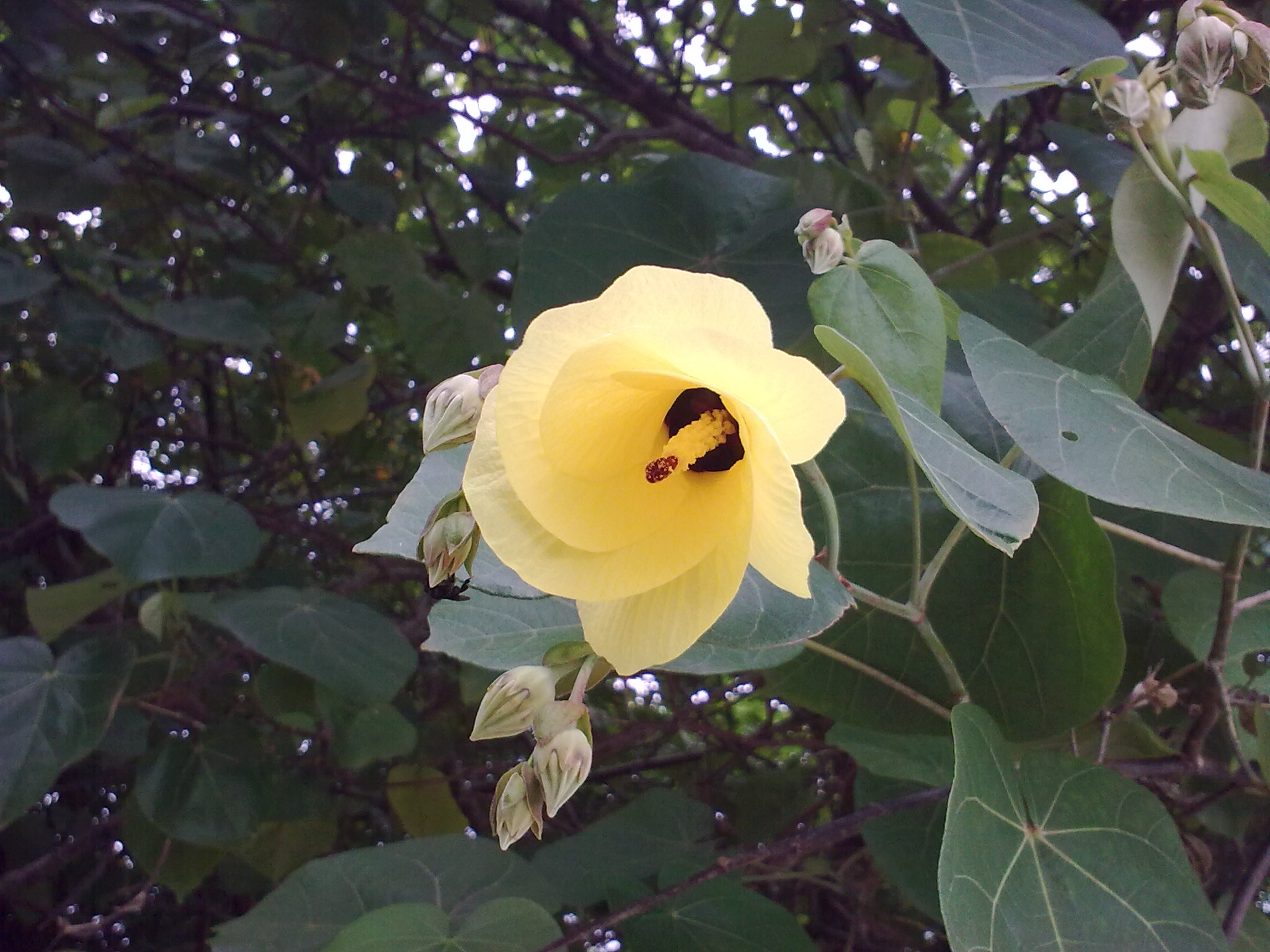
Kwiat i liście